# Шанкар, Шив Пунджала
Пунджала Шив Шанкар (телугу పుంజల శివశంకర్; 10 августа 1929, Мамидипалли, княжество Хайдарабад — 27 февраля 2017, Хайдарабад) — индийский юрист и государственный деятель, министр юстиции (1980—1982 и 1987—1988) и министр иностранных дел (1986) Индии.

## Биография
Получил степень бакалавра искусств в индуистском колледже Амритсара и степень бакалавра права в юридическом колледже Османского университета в Хайдарабаде. В 1955 г. женился на докторе Лакшмибай. В семье родились двое сыновей и одна дочь.
В 1974—1975 гг. — судья Верховного суда штата Андхра-Прадеш.
Депутат Лок сабхи (1979—1984 и 1998—1999) от партии Индийский национальный конгресс (ИНК).
Неоднократно входил в правительство Индии:
- 1980—1982 гг. — министр права и юстиции,
- 1982—1984 гг. — министр нефти, газа, химической промышленности и удобрений; одновременно — министр энергетики, нефтяной и угольной промышленности,
- 1986 г. — министр иностранных дел,
- 1986—1987 гг. — министр торговли,
- 1987—1988 гг. — министр права и юстиции,
- 1987—1988 гг. — министр планирования и выполнения программ Индии,
- 1988—1989 гг. — министр по развитию человеческих ресурсов.

На посту министра юстиции получил известность благодаря изданию циркуляра, который ограничивал независимость судов, эксперты полагали, что таким образом он пытался ограничить назначение судей, которые были бы нелояльны премьер-министру Радживу Ганди. Сам же министр утверждал, что таким образом он хотел «встряхнуть» кастовое сознание при утверждении судей. В декабре 1981 года семь судей Верховного суда приняли решение по делу С. П. Гупта против Индийского Союза, в котором суд постановил, что циркуляр Шива Шанкара не был неконституционным, поскольку он изначально не имел юридической силы.
В 1988—1989 гг. был лидером палаты (Leader of the House) в Лок сабхе, а в 1989—1991 гг. являлся лидером оппозиции.
В 1994—1995 гг. — губернатор штата Сикким, в 1995—1996 гг. — губернатор штата Керала.
В 2004 г. вышел из рядов ИНК, поскольку был уверен в продаже мест на партийный съезд в Андхра-Прадеше. Уйдя из активной политики, в 2008 г. стал членом партии Праджа Раджьяма. В августе 2011 г. эта партия объединилась с ИНК.